# Lamborghini Minotauro
La Lamborghini Minotauro, également appelée Lamborghini Minotauro Concept 2020, est un concept-car virtuel créé Andrei Avarvarii, étudiant designer à l'École polytechnique de Milan, en collaboration avec Filippo Perini, responsable du design chez Lamborghini.
Présentée en avril 2010, la Minotauro préfigure les lignes d'un futur modèle dont la présentation — s'il venait à être produit — serait hypothétiquement prévue vers 2020. Elle serait mue par trois moteurs électriques développant 425 ch couplés à des batteries lithium-ion, et serait également équipée d'un système de récupération d'énergie de type KERS.
L'absence de moteur traditionnel à l'arrière permettrait de créer une troisième place pour un passager supplémentaire.